# Alex Kidd in Shinobi World
Alex Kidd in Shinobi World is het laatste computerspel waarin hoofdfiguur Alex Kidd zijn intrede doet. Het platformspel is in 1990 uitgebracht door Sega voor de Sega Master System. In 2009 werd het spel ook uitgebracht voor de Virtual Console.
Het spel is een parodie op de game Shinobi, een ninjaspel uit 1987. Karakteristieken uit deze oudere game is terug te zien in het spel. Alex beschikt over ninjakrachten, waaronder moves als de vuurbal en de muursprong, en hij heeft een waar ninjazwaard. Daarnaast is de muziek in het spel gebaseerd op de oude shinobimuziek.
Leuke wetenswaardigheid: de eerste baas, Kabuto, zou in eerste instantie Mari-Oh worden genoemd, als een parodie op het Nintendo-personage Mario. Ondanks het feit dat dit niet doorging, heeft Kabuto nog steeds enkele karakteristieken van Mario. Hij schiet vuurballen en hij verkleint nadat hij enkele klappen heeft opgelopen.

## Verhaal
Op een dag genieten Alex Kidd en zijn vriendin, van de planeet Shinobi, met volle teugen van de prachtige bloementuin waarin zij zich bevinden. Totdat plotseling een kwaadaardige ninja vanuit de lucht zijn vriendin ontvoert. Alex is bang, wat zal hij nu doen? Plotseling begint het te onweren en de geest van een eeuwenoude ninja verschijnt en spreekt hem toe: "De duistere ninja, de kwaardige die ik 10.000 jaar geleden heb verbannen, is teruggekeerd. Met jouw vriendin als gijzelaar, plant hij om The Miracle World te veroveren, nadat dit duizenden jaren geleden mislukte. Ik ben hier gekomen om je te helpen deze duistere ninja te verslaan en je geliefde te bevrijden". Dan daalt de geest in het lichaam van Alex en krijgt hij de krachten van een ninja. Dit is het begin van Alex Kidd in Shinobi Land.

## Gebieden
Het spel bestaat uit 4 hoofdgebieden, welke allen zijn onderverdeeld in 3 sublevels. Er zijn dus 12 levels in totaal. De hoofdgebieden zijn vernoemd naar de eindbazen van het desbetreffende gebied.
- Gebied 1: Kabuto - speelt zich af op straat en bouwplaatsen.
- Gebied 2: Heli - speelt zich af op een scheepswerf en onderwater.
- Gebied 3: Robster - speelt zich af bij watervallen en in grotten.
- Gebied 4: Hanzo - het laatste gebied is in de jungle en in het hoofdkantoor van Hanzo.

## Personages
- Alex Kidd: de (hoofdrol)speler. Hem bestuur je tijdens het spel.
- Kabuto: de eerste baas van het spel. Je zult hem in level 1-3 en 4-2 tegenkomen.
- Heli: de tweede baas van het spel. Vernietig 15 helikopters.
- Robster: de derde baas van het spel. Het is een rondspringende kreeft die gele blaadjes strooit die je kunnen raken. Om de baas te doden dient hij 4 keer geraakt te worden. Je zult hem in level 3-3 en 4-2 tegenkomen.
- Hanzo: de eindbaas. Deze baas verschijnt in 3 vormen. In de eerste vorm heeft hij een soort elektrisch schild om zich heen dat gedurende zeer korte tijd inactief wordt; op dit moment moet je hem raken. Na 4 hits is hij dood. Dan verschijnt zijn 2e vorm, de tornado. Sla de tornado 4 keer om hem te doden. In de laatste vorm springt hij rond en laat hij schaduwen achter die Alex kunnen raken. Raak Hanzo zelf 4 keer om hem definitief te verslaan.

## Voorwerpen
- Hart: één extra levenspunt (health). Alex begint elk level met 3 levenspunten, met een maximum van 6. Op het moment dat hij 6 levenspunten heeft is het volgende levenspunt een Alex pop.
- Speer: als je deze oppakt kun je speren gebruiken in plaats van het reguliere zwaard. Als je doodgaat of naar een hoger level stijgt, zul je weer je zwaard hebben.
- Kracht: hiermee wordt je wapen (zwaard of speer) sterker en kun je shurikens (ninjasterren) afkaatsen.
- Ninja's kristallen bal: Alex verandert in een tornado. Met de controlpad kan de tornado bestuurd worden (ook door de lucht). Er zullen ook kleinere tornado's verschijnen; deze zijn niet bestuurbaar.
- Alex pop: een extra leven.

## Moves

### Vuurbal
Druk op OMHOOG als je een paal of hangend touw tegenkomt om Alex te laten klimmen. Stop op een geschikte plaats en druk op knop 1 voor een paar seconden. Alex zal in een vuurbal veranderen. Stuur Alex LINKS of RECHTS en laat knop 1 los. Alex zal die kant opvliegen die je aangegeven hebt. Als Alex zwakke tegenstanders raakt in zijn vlucht zullen ze dood gaan. De sterkere tegenstanders zullen alleen schade oplopen.
Druk op knop 2 en OMHOOG als je een horizontale staaf tegenkomt. Alex zal springen en de staaf vastpakken. Druk op knop 1 voor een paar seconden. Alex zal in een vuurbal veranderen. Stuur Alex LINKS of RECHTS en laat knop 1 los. Hij zal dikke muren doorklieven.

### Muursprong
Je kunt deze techniek alleen gebruiken om muren te beklimmen die dicht bij elkaar staan. Druk op knop 2 en LINKS of RECHTS tegelijkertijd om Alex naar de muur te laten springen. Op het moment dat Alex de muur raakt dient weer op knop 2 gedrukt te worden. Blijf op knop 2 drukken totdat Alex boven is.

### Watersprong
Blijf op knop 2 drukken als je aan het wateroppervlak zwemt. Dit zorgt ervoor dat Alex uit het water kan springen.

## Punten
- 100 punten voor elke vijand die je vernietigt.
- 1000 punten voor elke baas die je vernietigt.
- CLEAR BONUS: wanneer je een level hebt gehaald krijg je 2000 punten voor elk leven dat je hebt.
- PERFECT BONUS: wanneer je een level hebt gehaald, met de volle zes levenspunten, krijg je 10.000 punten
- SECRET BONUS: wanneer je een level hebt gehaald, zonder een keer geraakt te zijn, krijg je 10.000 punten.